# General Acha Airport
General Acha Airport är en flygplats i Argentina.   Den ligger i provinsen La Pampa, i den centrala delen av landet, 600 km sydväst om huvudstaden Buenos Aires. General Acha Airport ligger 284 meter över havet.
Terrängen runt General Acha Airport är huvudsakligen platt. General Acha Airport ligger uppe på en höjd. Trakten runt General Acha Airport är nära nog obefolkad, med mindre än två invånare per kvadratkilometer.. Närmaste större samhälle är General Acha, 2,7 km norr om General Acha Airport.
Omgivningarna runt General Acha Airport är i huvudsak ett öppet busklandskap.